# Bandeira de Magadan
A Bandeira de Magadan é um dos símbolos oficiais do Oblast de Magadan, uma subdivisão da Federação Russa. Foi aprovada em 28 de dezembro de 2001.

## Descrição
Seu desenho consiste em um retângulo com proporção largura-comprimento de 2:3. Na parte superior há um campo vermelho e, na porção inferior, ondas brancas e azuis, e na parte superior esquerda o brasão de armas da região. O escudo armorial está dividido em três partes, em forma de Y. O topo do emblema é vermelho e retrata barras de ouro e prata, sobre um fundo de uma picareta em um martelo. Na segunda parte na coloração azul celeste ilustra um avião e uma hidroelétrica. Na terceira parte do azul existem três peixes.

## Simbologia
As cores da bandeira seguem o padrão da maioria dos países do leste europeu e algumas bandeiras de outras subdivisões da Rússia assim como a própria Bandeira da Rússia, ou seja, usam as cores Pan-Eslavas que são o vermelho, o branco e o azul.
Os símbolos existentes no brasão representam as principais indústrias da região de Magadan: mineração, pesca, energia e transporte.